# Negenbargen
Negenbargen ist ein Dorf in Ostfriesland. Politisch gehört es zu Burhafe, einem Stadtteil von Wittmund, der Kreisstadt des gleichnamigen Landkreises.
Der Name des erstmals 1564 als Negen Buirn genannten Ortes ist niederdeutschen Ursprungs. Er bedeutet neun Berge und bezieht sich auf ehemals im Ortsgebiet vorhandene vorgeschichtliche Hügelgräber. Weitere bekannte Schreibweisen des Ortsnamens waren Negenbergen (1565/66) sowie nach den Neigen bergen (1597). Die heutige Schreibweise ist seit 1684 geläufig. Laut Bevölkerungsstatistik für 1823 lebten 127 Einwohner in Negenbargen, die sich auf 23 Feuerstellen verteilten. Das Statistische Handbuch für das Königreich Hannover listet 70 Wohngebäude für das Jahr 1848 auf, in denen 364 Bewohner leben.